# Anne på Grönkulla (bokserie)
Anne på Grönkulla är en bokserie av Lucy Maud Montgomery med den fiktiva karaktären Anne Shirley i huvudrollen.

## Anne Shirley

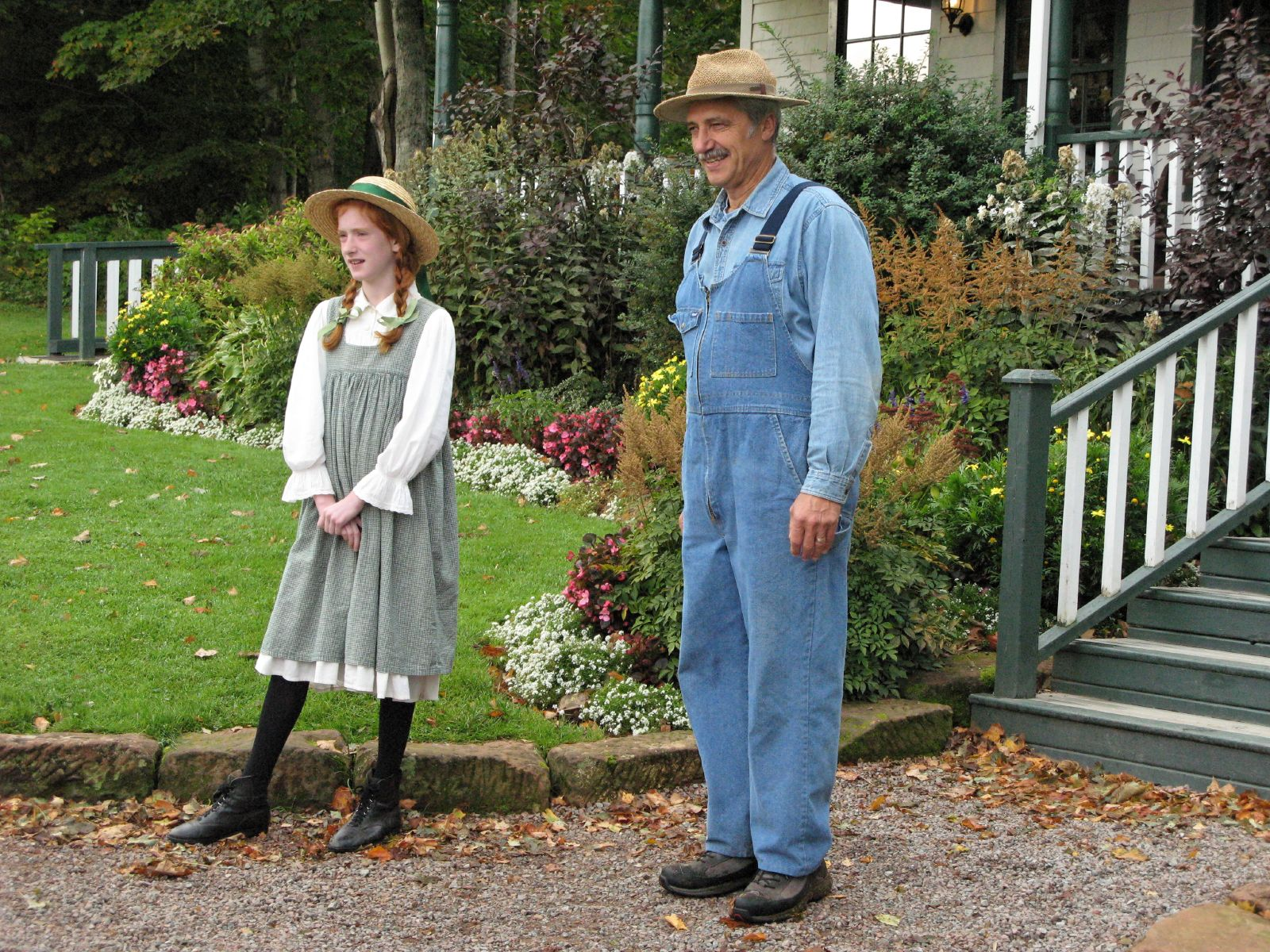
Skådespelare utklädda till Anne och Matthew, stående utanför Anne på Grönkulla-museet

Anne Shirley heter huvudpersonen i böckerna om Anne på Grönkulla. Hon har rött hår och mycket fantasi. Anne vill heta något i stil med Cordelia. Hon är mycket för att prata och gillar långa och vackra ord. Anne har alltid velat vara vacker, ha puffärmar och volanger. Hon tycker om att ge platser egna namn som "Näktergalsro" och "Violernas dal". 
Anne föddes i Bolingbroke på Nova Scotia. Hennes föräldrar, som båda var lärare till yrket, dog när hon var mycket liten, och hon växte upp i barnrika fosterfamiljer där hon hjälpte till att se efter fosterföräldrarnas småbarn, innan hon till slut kom till Grönkulla.

## Bakgrund
Historien om Anne har verklighetsbakgrund; L.M. Montgomery fick se en tidningsnotis om ett par som skickat efter en pojke från ett barnhem, men som fick en flicka i stället - och den notisen inspirerade henne att skriva boken om Anne.

## Böcker
| Nr                                                                                              | Titel                         | Publicerad                                       | Anne Shirleys ålder |
| 1                                                                                               | Anne på Grönkulla             | 1908                                             | 11—16               |
| 2                                                                                               | Vår vän Anne                  | 1909                                             | 16—18               |
| 3                                                                                               | Drömmens uppfyllelse          | 1915                                             | 18—22               |
| 4                                                                                               | Anne på egen hand             | 1936                                             | 22—25               |
| 5                                                                                               | Drömslottet                   | 1917                                             | 25—27               |
| 6                                                                                               | Anne på Ingleside             | 1939                                             | 34—40               |
| 7                                                                                               | Regnbågens dal                | 1919                                             | 41                  |
| 8                                                                                               | Lilla Marilla                 | 1921                                             | 49—53               |
| 9                                                                                               | The Blythes Are Quoted        | 2009 (slutförd strax innan Montgomerys död 1942) | —                   |
|                                                                                                 |                               |                                                  |                     |
| I dessa novellsamlingar om Annes omgivning finns Anne Shirley med, men spelar ingen större roll |                               |                                                  |                     |
| Nr                                                                                              | Titel                         | Publicerad                                       | Anne Shirleys ålder |
| —                                                                                               | Grönkullagrannar              | 1912                                             | —                   |
| —                                                                                               | Further Chronicles of Avonlea | 1920                                             | —                   |

## Filmatiseringar
- 1919 - Anne of Green Gables – amerikansk stumfilm. Regissör: William Desmond Taylor och med Mary Miles Minter som Anne. Filmen räknas som förlorad.
- 1934 – Anne på Grönkulla – amerikansk film. Regissör: George Nichols Jr. Dawn O'Day som spelade Anne tog namnet "Anne Shirley" som sitt artistnamn.
- 1940 - Anne of Windy Poplars - amerikansk film. Regissör: Jack Hively och med Dawn O'Day som Anne, nu under artistnamnet "Anne Shirley".
- 1952 - Anne of Green Gables - en BBC-producerad tv-serie med Carole Lorimer som Anne.
- 1956 – Anne på Grönkulla – kanadensisk TV-film. Regissör: Don Harron och med Toby Tarnow som Anne.
- 1972 – Anne på Grönkulla – brittisk miniserie i fem delar. Regissör: Joan Craft och med Kim Braden som Anne.
- 1975 - Anne of Avonlea - brittisk miniserie i fyra delar. Regissör: Joan Craft och med Kim Braden som Anne.
- 1979 – Akage no Anne (japanska: 赤毛のアン, Akage no An, 'Rödhåriga Anne'?) – japansk animerad TV-serie i 50 delar. Regissör: Isao Takahata.[1]
- 1985 – Anne på Grönkulla – kanadensisk miniserie. Regissör: Kevin Sullivan och med Megan Follows som Anne. Belönad med Emmy Awards.
- 1987 – Anne på Grönkulla 2 – kanadensisk miniserie med Megan Follows som Anne.
- 2000 – Anne på Grönkulla 3, Den fortsatta berättelsen – kanadensisk TV-film med Megan Follows som Anne.
- 2017 – Jag heter Anne (Anne with an E) - Netflixserie i hittills tre säsonger med Amybeth McNulty som Anne.[2]